# Symétrik Man (EP)
Pour les articles homonymes, voir Symétrikman (homonymie).
Albums de Maj Trafyk
Symétrikman
(2007)
Singles
1. Symétrikman
Sortie : 2002
2. Ils préfèrent nous dire fous
Sortie : 2002

Symétrikman est le premier EP solo du rappeur Maj Trafyk sorti en 2002, par le biais du label indépendant GAZDEMALL. 

## Liste des titres
| 1.    | Intro                                      | Maj Trafyk                       | 0:24 |
| 2.    | Symétrikman                                | Jmdee                            | 3:53 |
| 3.    | Mon seul souhait                           | Jmdee                            | 4:07 |
| 4.    | Ils préfèrent nous dire fous               | Jmdee                            | 4:01 |
| 5.    | Baskets nique                              | Jmdee                            | 3:36 |
| 6.    | Outro                                      | Maj Trafyk, Jmdee, Kenny Jabbour | 0:38 |
| 7.    | Symétrikman (Intrumental)                  | Jmdee                            | 3:52 |
| 8.    | Mon seul souhait (Intrumental)             | Jmdee                            | 4:05 |
| 9.    | Ils préfèrent nous dire fous (Intrumental) | Jmdee                            | 3:53 |
| 10.   | Baskets nique (Intrumental)                | Jmdee                            | 3:37 |
| 32:00 |                                            |                                  |      |

## Singles
- 2002 : Symetrik Man
- 2002 : Ils préfèrent nous dire fous